# Martín Rivas
Martín Rivas, mit vollständigem Namen Roberto Martín Rivas Tagliabúe, (* 14. März 1992 in Rivera) ist ein uruguayischer Fußballspieler auf der Position eines Abwehrspielers.

## Karriere

### Verein
Der nach Angaben seines Vereins 1,79 Meter große Defensivakteur Rivas spielte zunächst in seiner norduruguayischen Heimat für Sarandí Universitario. Er stand sodann seit der Apertura 2012 als Aufrücker aus der Nachwuchsmannschaft des Vereins im Kader des Erstligisten Montevideo Wanderers. Für die Montevideaner bestritt er bis zum Abschluss der Spielzeit 2012/13 drei Spiele in der Primera División. Einen Treffer erzielte er nicht. In der Saison 2013/14 lief er sechs weitere Male in der höchsten uruguayischen Spielklasse auf. In der Saison 2014/15 wurde er in 14 Erstligaspielen (kein Tor) und drei Begegnungen (kein Tor) der Copa Libertadores 2015 eingesetzt. Während der Spielzeit 2015/16 folgten 17 weitere Erstligaeinsätze (kein Tor). In der Saison 2016 wurde er 15-mal (kein Tor) in der Liga und sechsmal (kein Tor) in der Copa Sudamericana 2016 eingesetzt. Während der Saison 2017 bestritt er (Stand: 7. August 2017) 15 Ligaspiele (kein Tor) und vier Partien (kein Tor) der Copa Libertadores 2017.

### Erfolge
- Clausura 2014 (Primera División, Uruguay)